# 유양수
유양수(柳陽洙, 1923년 ~ 2007년)는 대한민국의 군인, 외교관, 관료이다.
1923년 전라도 광주 출신으로, 1948년 육군사관학교를 졸업하고 육군 장교로 있다가 주미대사관 부수석무관, 외무국방위원장, 재경위원장 등을 맡았다. 예편 이후 필리핀 대사, 오스트리아 대사, 월남 대사, 사우디아라비아 대사, 카타르 대사를 지내며 외교관으로 활동하였다.
1979~1980년 교통부 장관, 1980년 동력자원부 장관직을 맡았다. 이후 대한통운여행사 회장, 성공회 천신신학교 이사장, 유원그룹 회장, 한국석유개발공사 이사장 등을 역임하였고 2003년에는 박정희대통령 기념사업회 회장을 맡았다. 2007년 서울대병원에서 숙환으로 별세했다.

## 상훈
- 청조근정훈장
- 수교훈장 광화장
- 보국훈장 통일장
- 을지무공훈장
- 사우디아라비아 킹압둘아지즈 훈장
- 미국 리죤오브메릿드 훈장